# Bogdan Buhuș
Bogdan Constantin Buhuș (n. 30 octombrie 1979, Bârlad, Județul Vaslui) este un fost jucător de fotbal român cunoscut pentru activitatea de la clubul FC Vaslui, fiind pentru o perioadă de timp căpitan al echipei, și singurul jucător care a jucat în fiecare sezon la FC Vaslui, de la promovarea acesteia în primul eșalon românesc, cu excepția sezonului în care s-a transferat la U Cluj.
Și-a început cariera la Petrolul Moinești, unde a stat timp de 3 ani. În 2000, pe când avea 20 de ani, a plecat în Italia, să dea probe la echipele din ligile inferioare. În aceeași vară, UTA Arad avea cantonament acolo, iar când aceasta a jucat un amical împotriva echipei lui Buhuș, antrenorul a fost impresionat, și UTA i-a oferit imediat un contract. În 2002/2003, a jucat numai un singur meci pentru UTA, astfel că în următorul sezon, a ajuns la Jiul Petroșani. În 2004/2005, a făcut parte din acea echipă care reușea retrogradarea Universității Craiova.
În vara lui 2005, a semnat cu nou promovata FC Vaslui. A fost unul din cei mai buni jucători în acel an, și a fost unul din cei 7 jucători care au rămas și în sezonul următor. În octombrie 2006, după ce Marius Croitoru a fost acuzat de blat de conducerea vasluiană, Gheorghe Mulțescu, i-a oferit banderola de căpitan, în chiar ultimul său meci ca antrenor la Vaslui. La sfârșitul acelui sezon, au existat zvonuri cum că Buhuș se retrage din fotbal. Întârzierea la reunirea echipei, nu a făcut decât să alimenteze mai mult aceste zvonuri, însă într-un final, a revenit la echipă, și a declarat că dorește să-și ducă la bun sfârșit contractul. În același an, vestiarul echipei a hotărât ca banderola de căpitan să fie acordată lui Sorin Frunză și Bogdan Panait. Însă la sfârșitul sezonului, fiindcă Frunză a fost dat afară de la echipă, iar Panait a avut evoluții dezastruoase, Buhuș a fost din nou desemnat liderul echipei. Sezonul 2008/2009, a început cu el căpitan, însă din cauza unui conflict cu Hizo, a pierdut banderola. Tot în acel moment, era criticat din ce în ce mai dur de patronul echipei Adrian Porumboiu. Când Cristian Dulca a fost numit noul antrenor, pentru finalul sezonului, Buhuș din nou a fost numit căpitanul echipei.
Pană în prezent, el este jucătorul cu cele mai multe prezențe în tricoul Vasluiului din istorie, însă n-a reușit să marcheze niciun gol.
Decide să se retragă din activitatea de fotbalist din cauza unor probleme de sănătate.

## Titluri
| Sezon | Club      | Titlu               |
| ----- | --------- | ------------------- |
| 2008  | FC Vaslui | Cupa UEFA Intertoto |